# Buffalo City (Wisconsin)
Pour les articles homonymes, voir Buffalo City et Buffalo.
Buffalo City est une ville du comté de Buffalo dans l’État du Wisconsin, aux États-Unis.